# Sombo (Poncol)
Sombo is een bestuurslaag in het regentschap Magetan van de provincie Oost-Java, Indonesië. Sombo telt 1481 inwoners (volkstelling 2010).